# 교외

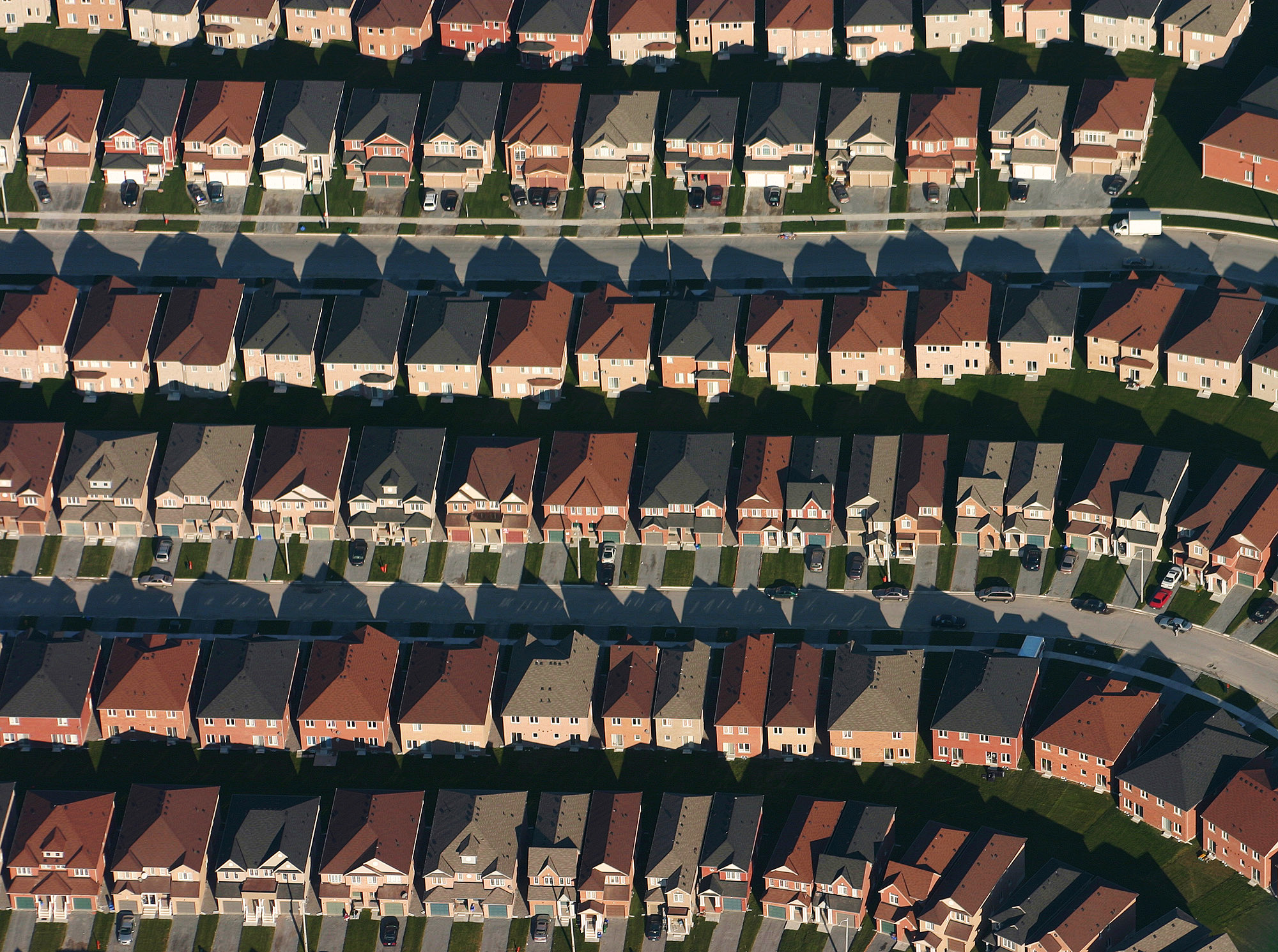
캐나다 토론토 북쪽 마크햄 지역의 한 교외 마을. 항공사진.

교외(郊外, suburb)는 어떤 도시에서 도심 또는 중심업무지구가 아닌 그 바깥에 있는 지역을 뜻한다. 교외는 도시의 역할 중 일부(주로 주거 지역 제공)를 맡는다.
교외는 상업 및 복합 용도를 포함하여 지역 경제 활동의 대부분을 포함하는 대도시 지역 내의 지역이다. 교외는 더 큰 도시/도시 지역의 일부로 존재할 수도 있고 별도의 정치적 실체로 존재할 수도 있다. 이 용어는 도심보다 인구 밀도가 높거나 낮은 지역을 설명한다. 많은 대도시 지역에서 교외 지역은 낮 동안 인구가 증가하며 대부분의 일자리가 있는 곳이다. 주요 상업 및 직업 중심지이기 때문에 많은 교외 지역은 대도시에서 통근할 수 있는 거리 내에 별도의 주거 공동체로 존재한다. 교외 지역은 특히 미국에서 자체적인 정치적 또는 법적 관할권을 가질 수 있지만, 특히 대부분의 교외 지역이 도시의 행정 구역 내에 위치한 영국에서는 항상 그런 것은 아니다. 대부분의 영어권 국가에서는 교외 지역을 중심 도시나 도심 지역과 대조적으로 정의하지만, 호주 영어와 남아프리카 영어에서는 교외가 미국에서 "neighborhood"라고 불리는 것과 크게 동의어가 되었으며, 도심 지역을 포함한다.
인도, 중국, 뉴질랜드, 캐나다, 영국 및 미국 일부 지역과 같은 일부 지역에서는 도시의 확산으로 인해 새로운 교외 지역이 인접한 도시에 일상적으로 합병된다. 모로코, 프랑스 및 미국 대부분의 지역에서는 많은 교외 지역이 별도의 지방 자치 단체로 남아 있거나 카운티, 지구 또는 자치구와 같은 더 큰 대도시 지역의 일부로 지역적으로 관리된다.
교외 지역은 19세기와 20세기에 철도와 도로 교통이 개선되면서 통근이 증가하면서 대규모로 처음 등장했다. 일반적으로 동일한 수도권 내 도심 지역보다 인구 밀도가 낮으며, 대부분의 주민들은 일상적으로 자가용이나 대중교통을 통해 도심이나 상업 지구로 출퇴근한다. 그러나 교외 산업 지역, 계획된 지역 사회, 위성 도시 등 많은 예외가 있다. 교외 지역은 인접한 평지가 풍부한 도시 주변으로 확산되는 경향이 있다.

## 같이 보기
- 부촌
- 전원 도시
- 도시
- 정착지
- 슬럼